# Nikon D7200
Nikon D7200 – jednoobiektywowa lustrzanka cyfrowa zaprezentowana przez firmę Nikon 2 marca 2015; do sprzedaży weszła 19 marca. Jest to następca modelu D7100.
Aparat posiada konstrukcję bardzo zbliżoną do poprzednika. Podobnie jak D7100 posiada 3,2-calowy ekran LCD o rozdzielczości 1 229 000 punktów, bez sterowania dotykiem, ani przegubu do pochylania i obracania. Tak samo jak poprzednik posiada dwa sloty dla kart Secure Digital. Korpus jest uszczelniany i został częściowo wykonany ze stopów magnezu.
Nowości wprowadzono natomiast w układach optoelektronicznych lustrzanki. D7200 wyposażono w matrycę CMOS w formacie DX o rozdzielczości 24,2 megapikseli, bez filtra dolnoprzepustowego, współpracującą z procesorem obrazu Expeed 4. Zastosowanie tych komponentów umożliwia korzystanie z zakresów czułości ISO od 100 do 25 600 (rozszerzone programowo do 102 400). Bez zmian względem poprzednika pozostawiono prędkość zdjęć seryjnych wynoszącą 6 kl./s. Powiększono zaś pojemność buforu, wynoszącą 100 zdjęć w formacie JPEG (18 zdjęć RAW 14-bit lub 27 zdjęć RAW 12-bit). Rozwinięty został tryb filmowania – dostępna jest rozdzielczość Full HD 1080p, z prędkościami 25p/30p.
Nikon D7200 wyposażony został w układ autofocusu o 51 polach (w tym 15 krzyżowych). Producent deklaruje działanie systemu nawet przy oświetleniu na poziomie -3 EV (w poprzedniku tylko -2 EV). D7200 jest pierwszym modelem lustrzanki cyfrowej Nikon, wyposażonej zarówno w moduł Wi-Fi, jak i w technologię NFC, ułatwiające publikację zdjęć w Internecie.
Deklarowana liczba zdjęć na pełnym ładowaniu akumulatora (litowo-jonowy EN-EL15) wynosi 1110 zdjęć lub 80 minut nagrywania wideo.

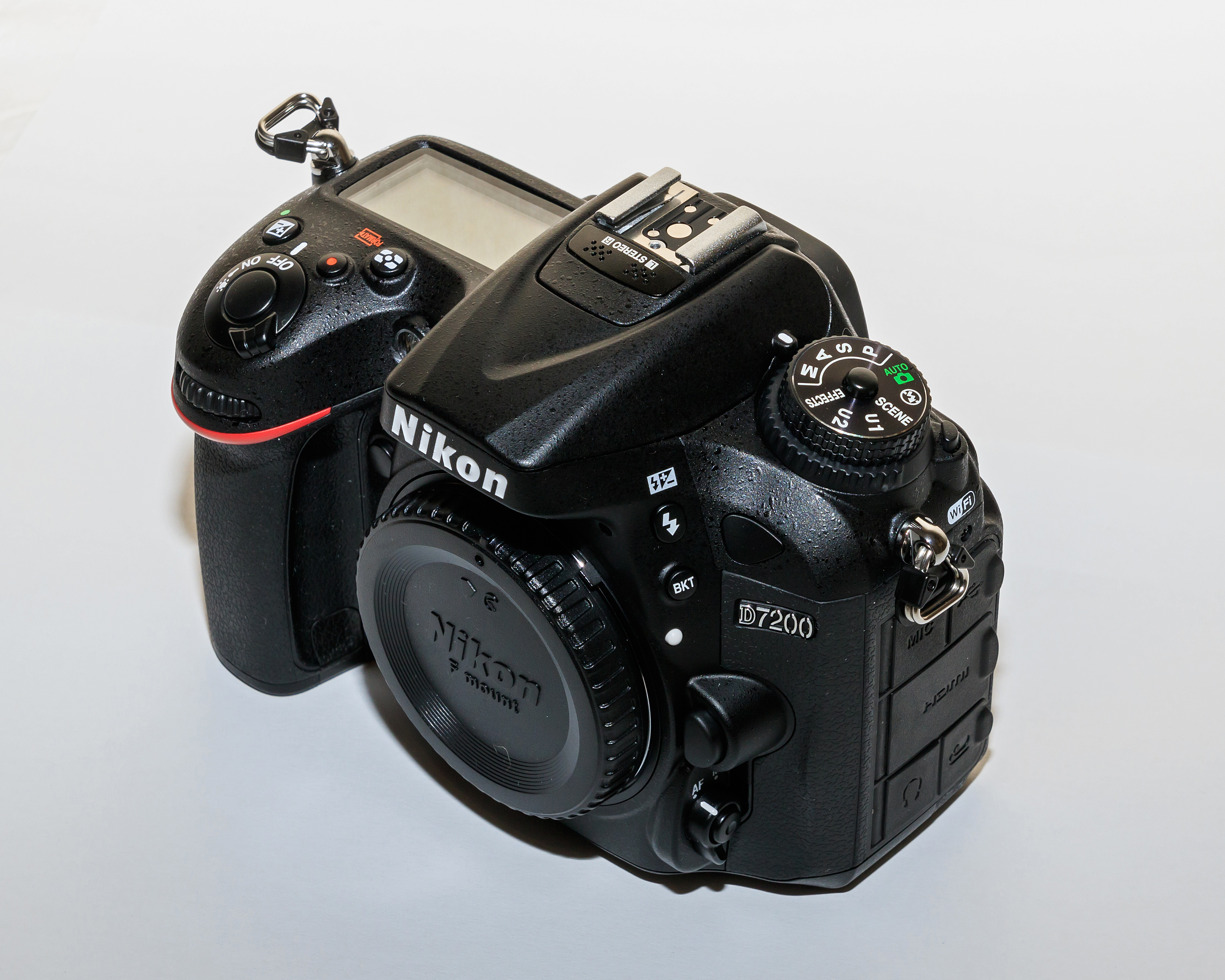
Widok body z przodu
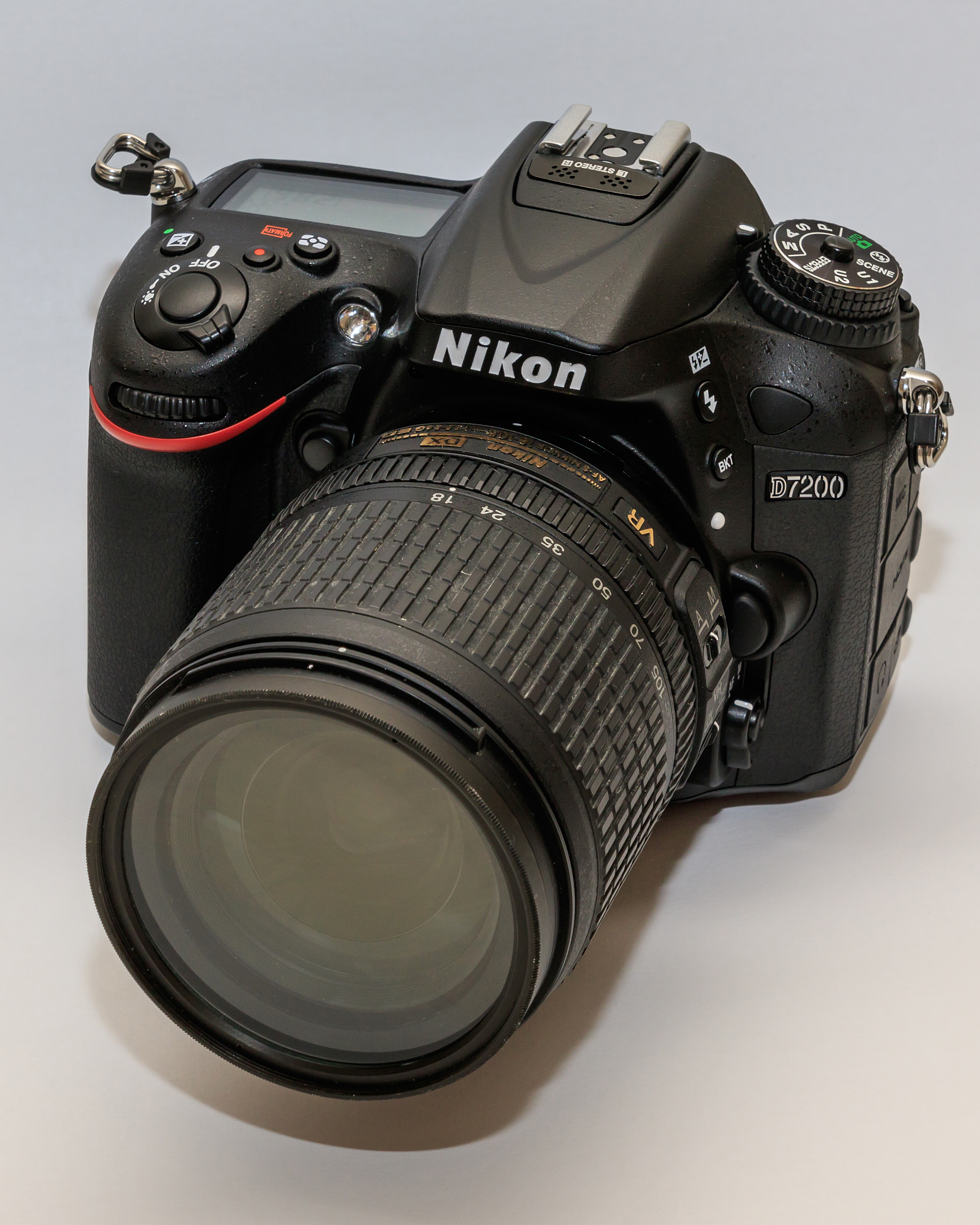
Z obiektywem AF-S DX Nikkor 18-105mm f/3.5-5.6G ED VR
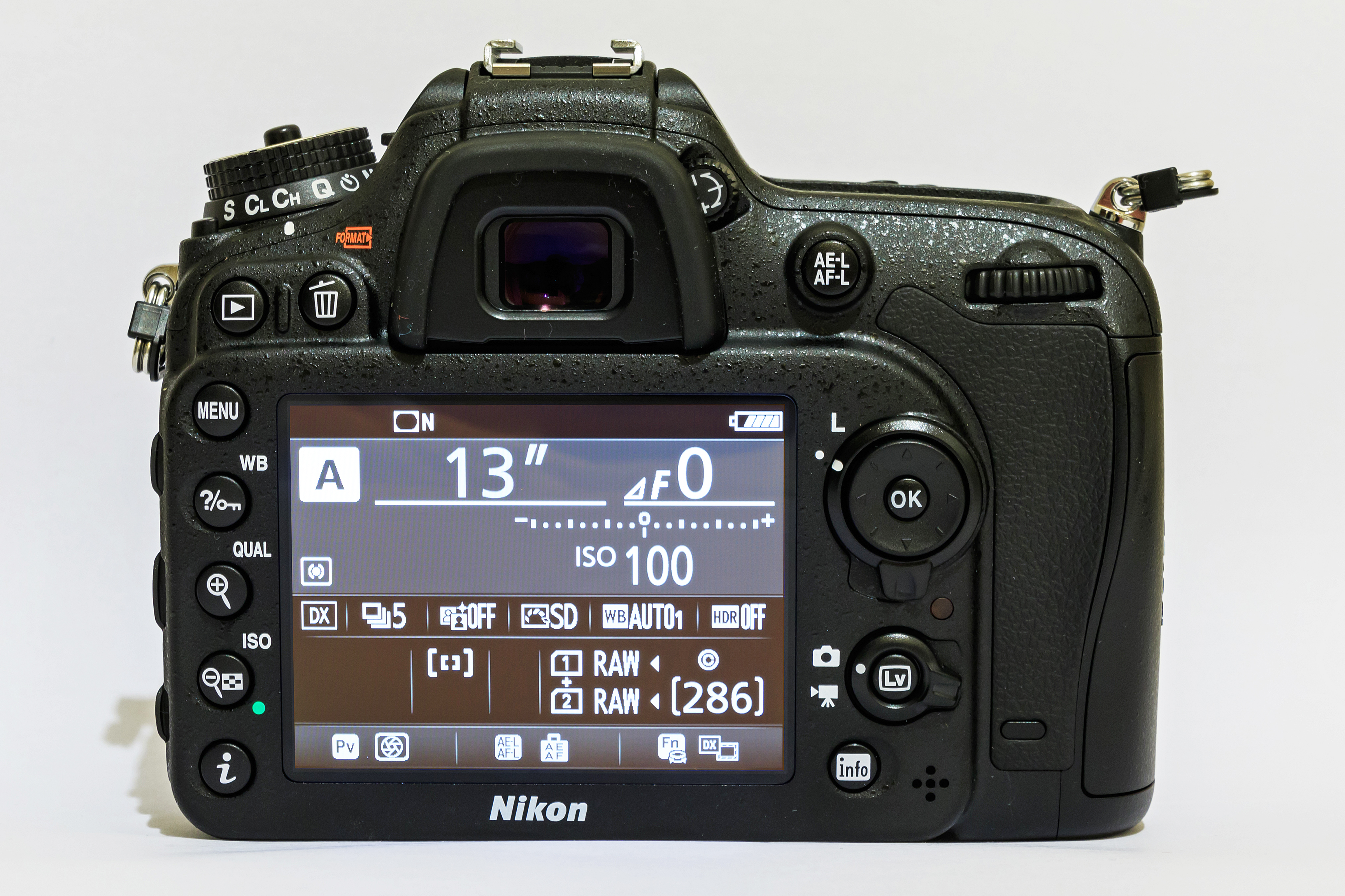
Widok z tyłu